# 湘东镇
湘东镇，是中华人民共和国江西省萍乡市湘东区下辖的一个乡镇级行政单位。

## 行政区划
湘东镇下辖以下地区：
前后街社区、下街社区、浏市社区、什竹坡社区、荷叶塘社区、长坡里社区、杉坡里社区、新垅村、江口村、黄堂村、和平村、大江边村、巨源村、泉塘村、阳干村、道田村、五四村、河洲村、裕升村、黄花村、美建村、新湄村、五里村、樟里村和甘泉村。